# میثم بنی‌طبا
سید میثم بنی‌طبا خرم‌آبادی (زاده ۳۰ مارس ۱۹۸۹ میلادی - ۱۰ فروردین ۱۳۶۸ خورشیدی) جودوکای پارالمپیکی ایرانی است.

## دوران حرفه‌ای
بنی‌طبا در پارالمپیک تابستانی ۲۰۲۴ که در پاریس برگزار شد، بخشی از کاروان ایران بود و موفق شد در وزن کمتر از ۶۰ کیلوگرم سطح جی-۱ به بازی نهایی راه یابد. با این حال در بازی نهایی با اختلاف یک امتیاز بازی را به حریف واگذار کرد و کار خود را با کسب مدال نقره به پایان رساند.